# 飛香舎

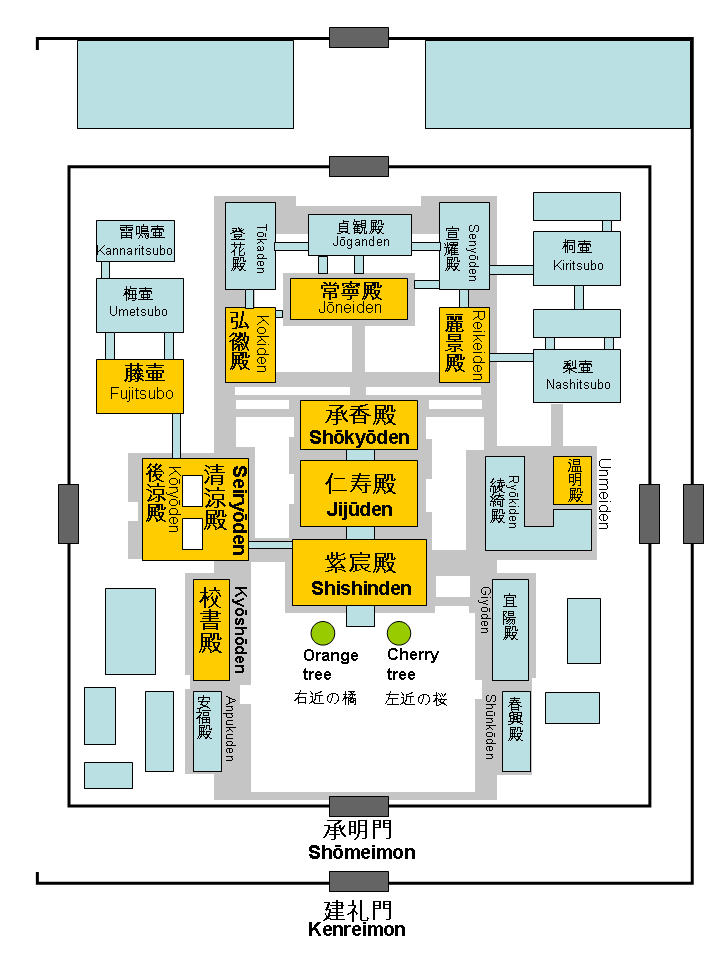
平安京内裏図

飛香舎（ひぎょうしゃ）は、平安御所の後宮の七殿五舎のうちの一つ。初めは七殿に比べ格が低かったらしいが、清涼殿の北西に隣り合った位置であることなどから、平安中期以降中宮や有力な女御の局になった。現在、京都御所に復元されている。
庭に藤が植えられていたことから藤壺（ふじつぼ）の別名があり、この舎で藤や菊を愛でる宴が行われた。
藤原道長の娘で一条天皇中宮・藤原彰子が住んだことで有名。その後も、
- 三条天皇中宮・藤原妍子 - 彰子の妹
- 後一条天皇中宮・藤原威子 - 彰子・妍子の妹
- 後冷泉天皇中宮・章子内親王 - 威子の娘

など、御堂関白家の后妃が続けて住んだ。
その他に飛香舎を賜っていたのが知られるのは、
- 尚侍・藤原貴子 (藤原忠平女、保明親王の妃)
- 村上天皇中宮・藤原安子（藤原師輔女、のちに弘徽殿に移転）
- 村上天皇女御・藤原芳子（藤原師尹女、宣耀殿から移転）
- 鳥羽天皇女御（橘俊綱女）
- 二条天皇中宮・藤原育子（藤原実能女）
- 高倉天皇中宮・平徳子（平清盛女）
- 明治天皇皇后・一条美子（一条忠香女）

なお『源氏物語』でも、藤壺中宮が飛香舎を局としたことで知られる。